# Tvärån, Ljusnan
Tvärån (samiska Keejserenjohke) är ett vänsterbiflöde till Ljusnan i Härjedalen. Längd ca 10 km. Ån rinner liksom Ljusnan upp på Skarsfjället, men på dess södra sluttning nära toppen Keejsere (sv Kejsaren). "Kejsarån" vore alltså en alternativ svensk benämning på denna å, som ungefär halvannan kilometer från mynningen i Ljusnan bildar ett rejält vattenfall, det s k Tväråfallet, med en djup och sommartid fullt badbar "pool" strax nedanför.